# Jimmy Mackay
Jimmy Mackay (19 dicembre 1943 – 11 dicembre 1998) è stato un calciatore australiano, di ruolo centrocampista.
È morto nel 1998 per un attacco cardiaco.

## Carriera
Il 13 novembre 1973 segnò il gol decisivo contro la Corea del Sud che permise all'Australia di qualificarsi per il campionato del mondo 1974 e di partecipare per la prima volta nella sua storia ad un Mondiale di calcio.